# TUN/TAP
TUN/TAPは仮想ネットワークデバイス及びそのデバイスドライバの実装およびデバイス名で、主にUnix系のシステムで利用できる。実ハードウェアであるネットワークカードと対応しているデバイスドライバと同様にネットワーク通信ができるが、データはハードウェアではなく、ネットワーク通信を仮想化したソフトウェアのプロセスに送られ、そこで処理される（例えば、VPNの相手方への通信として、改めて実ハードから送信される）。

## 概要
TAP(Terminal Access Point) は、イーサネットデバイスをシミュレートし、データリンク層を操作できる。TUN(TUNnel) はネットワーク層をシミュレートし、IPパケットなどを操作できる。用途としては、たとえばTAPはブリッジに使われ、TUNはルーティングに使われる。
OSがTUN/TAPデバイスに送ったパケットは、そのデバイスに接続しているユーザープログラムに送信される。また、ユーザープログラムからTUN/TAPデバイスに送られたパケットは、TUN/TAPデバイスはそれらのパケットをOSのプロトコルスタックに渡すので、OS側からはあたかも外部からパケットを受け取ったように見える。

## 利用の具体例
TUN/TAPを使っている例を以下に列挙する。
- Virtual Private Network
  - OpenVPN - Ethernet/IP over TCP/UDP、暗号化・圧縮
  - OpenSSH
  - coLinux - Ethernet/IP over TCP/UDP
  - Hamachi
  - tinc - Ethernet/IPv4/IPv6 over TCP/UDP、暗号化・圧縮
  - VTun - Ethernet/IP/serial/Unix pipe over TCP、暗号化・圧縮・トラフィックシェーピング
  - ICMPTX - IP over ICMP (ping)
  - iodine - IP over DNS
- 仮想機械でのネットワーキング
  - Bochs
  - coLinux
  - QEMU
  - VirtualBox
  - KVM
  - Hercules S/390エミュレータ

## 実装しているOS
TUN/TAPドライバは以下のオペレーティングシステムで利用できる。
- FreeBSD
- macOS
- Linux - 2.1.60 以降
- Microsoft Windows
- OpenBSD
- NetBSD
- Solaris
- Android
- iOS